# Kazimierz Sheybal
Kazimierz Antoni Sheybal, ps. „Antek” (ur. 4 maja 1920 w Zgierzu, zm. 8 lipca 2003 w Warszawie) – polski reżyser, oficer Armii Krajowej, uczestnik powstania warszawskiego. 

## Życiorys
Urodził się w Zgierzu w rodzinie pochodzenia szkockiego o bogatych tradycjach artystycznych jako syn Stanisława (1891–1976), znanego artysty malarza i fotografika, pioniera w zakresie stosowania techniki gumy wielobarwnej, i Bronisławy z Kotulów (1891–1979). Brat Władysława - aktora i reżysera.
We wrześniu 1939 uczestniczył w wojnie obronnej. Plutonowy podchorąży Armii Krajowej w batalionie „Zośka”. Od 5 sierpnia 1944 r., w batalionie pancernym „Zośki”. Następnie organizował przejścia i przeprowadzał grupy kanałami na Żoliborz. Po upadku Starówki zastępca dowódcy, a następnie dowódca plutonu 230 w Zgrupowaniu „Żniwiarz”. We wrześniu awansowany do stopnia podporucznika.
Za czyny podczas powstania z rozkazu dowódcy 8 Dywizji Piechoty AK z 30 września 1944 został odznaczony Krzyżem Srebrnym Orderu Virtuti Militari (nr 12876) oraz dwukrotnie Krzyżem Walecznych. Po powstaniu był jeńcem obozów jenieckich Altengrabow i Sandbostel oraz więźniem obozu koncentracyjnego Neuengamme. 
Po wojnie, w 1946 ukończył Kurs Przeszkolenia Filmowego w Instytucie Filmowym w Krakowie. Od 1946 do 1949 pracował jako asystent reżyserów Jerzego Zarzyckiego i Leonarda Buczkowskiego w Dziale Produkcji Filmów Fabularnych Przedsiębiorstwa Państwowego „Film Polski”, następnie do 1950 wykładał w Państwowej Wyższej Szkole Filmowej w Łodzi. W 1952 ukończył studia na Wydziale Reżyserii PWSF w Łodzi, zaś dyplom uzyskał w 1956.
Od 1950 do 1957 pracował jako drugi reżyser w Wytwórni Filmów Fabularnych w Łodzi. Od 1958 do 1961 był reżyserem filmów krótkometrażowych, zaś od 1962 do 1986 reżyserem filmów dokumentalnych i wojskowych szkoleniowych w Wytwórni Filmowej „Czołówka”. W 1986 przeszedł na emeryturę, współpracując nadal z różnymi wytwórniami.
Zmarł w Warszawie, pochowany na cmentarzu Wojskowym na Powązkach (kwatera D 18-L01-6).